# Saivot
Saivot är en sjö i Kiruna kommun i Lappland och ingår i Torneälvens huvudavrinningsområde. Sjön har en area på 0,0632 kvadratkilometer och ligger 452,2 meter över havet.

## Delavrinningsområde
Saivot ingår i det delavrinningsområde (764118-171592) som SMHI kallar för Inloppet i Veivijärvi. Medelhöjden är 583 meter över havet och ytan är 27,87 kvadratkilometer. Det finns inga avrinningsområden uppströms utan avrinningsområdet är högsta punkten. Sapekjåkkå som avvattnar avrinningsområdet har biflödesordning 4, vilket innebär att vattnet flödar genom totalt 4 vattendrag innan det når havet efter 514 kilometer. Avrinningsområdet består mestadels av skog (30 procent), sankmarker (14 procent) och kalfjäll (53 procent). Avrinningsområdet har 0,37 kvadratkilometer vattenytor vilket ger det en sjöprocent på 1,3 procent.